# Phoradendron decipiens
Phoradendron decipiens är en sandelträdsväxtart som beskrevs av Kuijt. Phoradendron decipiens ingår i släktet Phoradendron och familjen sandelträdsväxter. Inga underarter finns listade i Catalogue of Life.